# Schleifmühle (Bischbrunn)

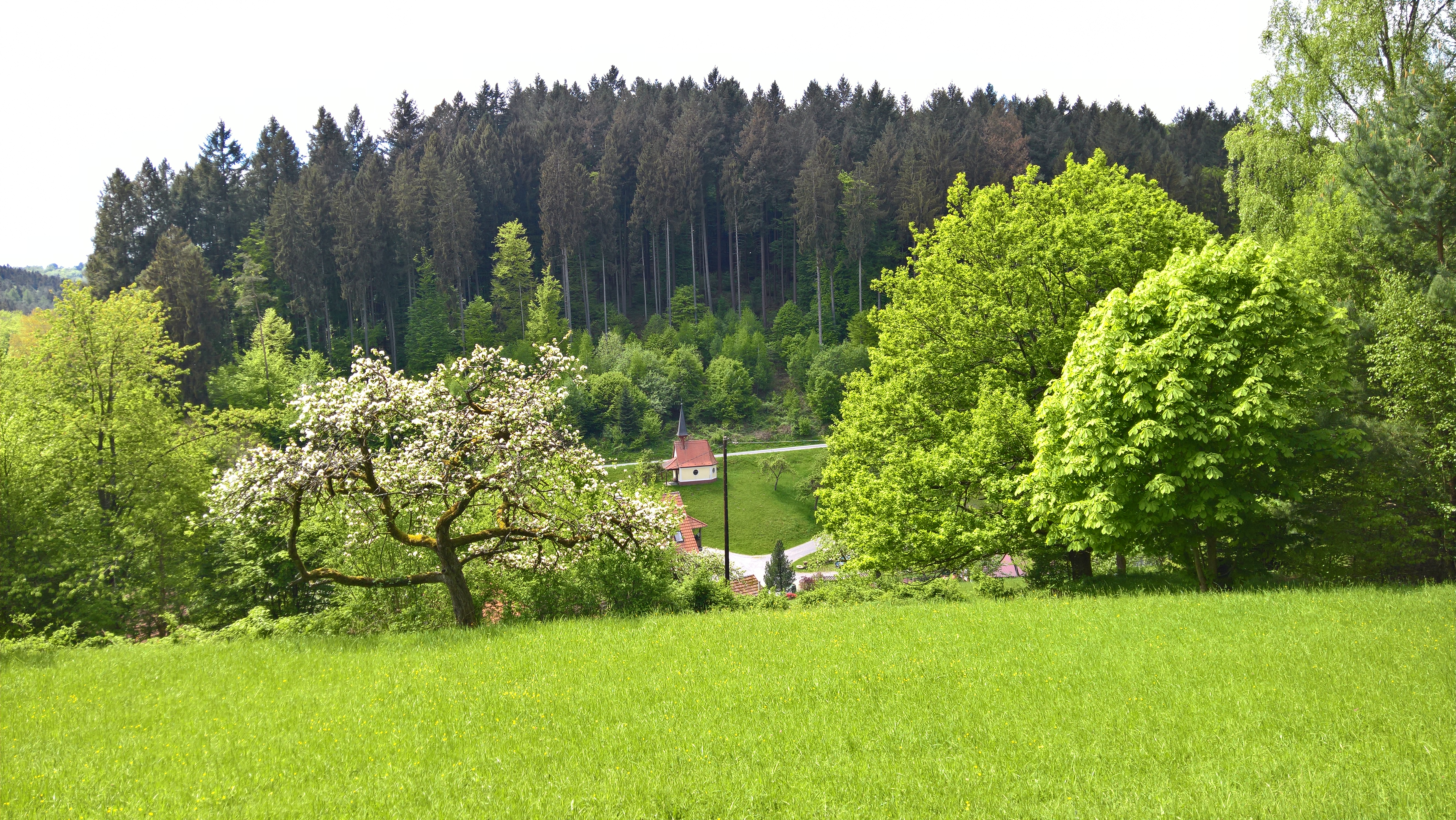
Blick ins Schleifbachtal aus östlicher Richtung vom Baumgartshof

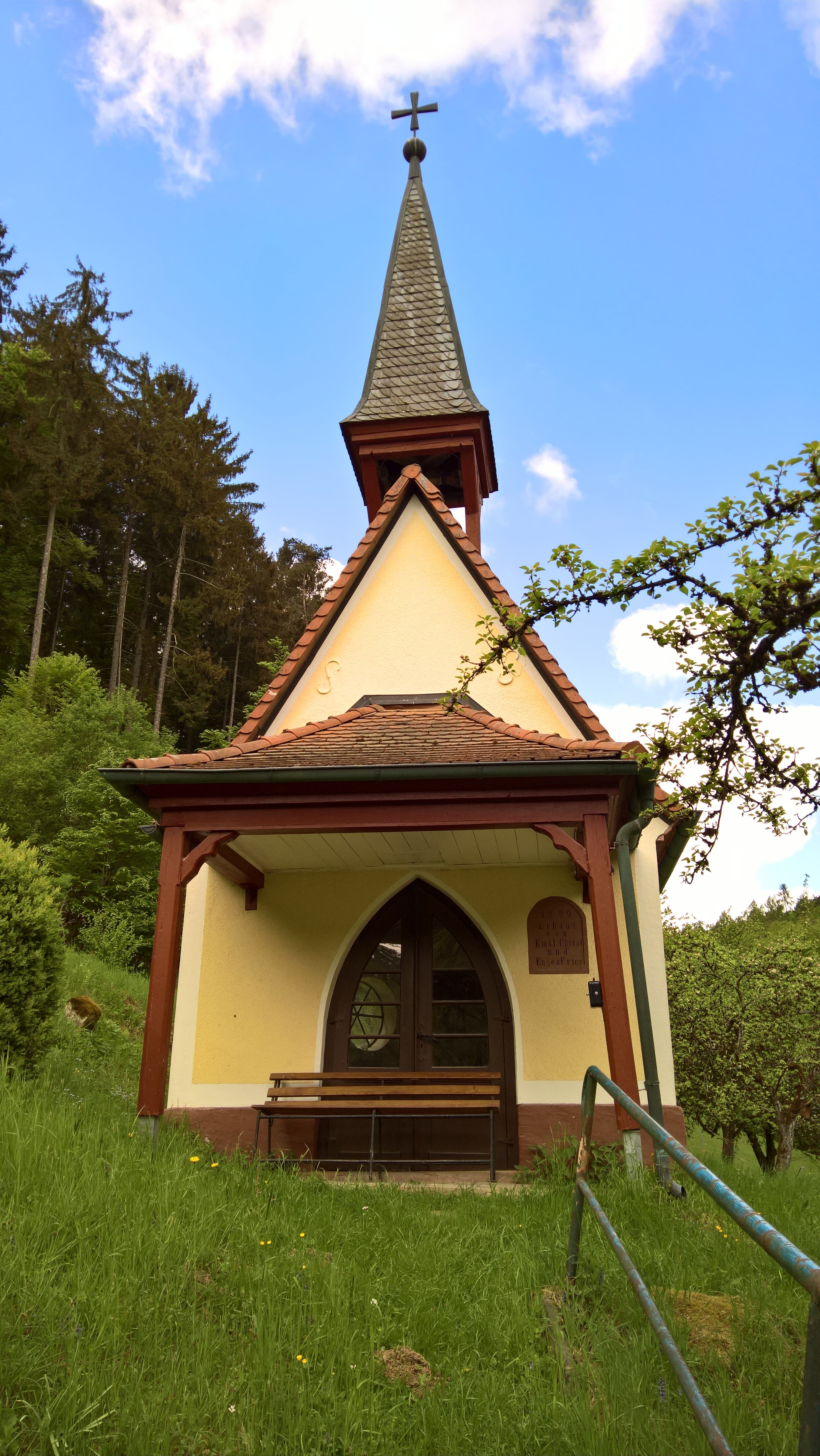
Die Kapelle von 1929

Schleifmühle (anhörenⓘ) ist ein Gemeindeteil der Gemeinde Bischbrunn im unterfränkischen Landkreis Main-Spessart in Bayern.

## Lage
Die Einöde liegt im Außenbereich in der Gemarkung Bischbrunner Forst. Sie ist die oberste Mühle im Mühlental (Haslochbach und Schleifbach), bestehend aus insgesamt vier festen Gebäuden. Das Mühlenanwesen liegt im mittleren Teil des Schleifbachs, der aus Nordwesten von der Spessarthöhe parallel zur Bundesautobahn 3 ins Tal fließt und nach der Mühle rechtwinklig nach Südwesten am Finstereck entlang an der Zwieselmühle vorbeifließt und dort in den Haslochbach mündet.
Die nächstgelegenen Ortschaften sind von der Schleifmühle mehrere Kilometer entfernt. Keine geteerten Zufahrtswege – ausschließlich Schotterstrecken – führen ins abgelegene Tal zur ehemaligen Mühle. Das Anwesen hat keinen Anschluss an eine öffentliche Wasserver- bzw. Abwasserentsorgung, sondern hat eine eigene Quelle und eine Kläranlage.

## Beschreibung
1694 wurde sie bei der Vermessung des Spessart als „Springmühle“ erstmals erwähnt. 1772 ließ dort Johann Sator, der sagenumwobene Förster von Kurmainz und berüchtigt für die Tötung des bekannten Spessartwilddiebs Johann Adam Hasenstab, seinen Sohn Johann Adam taufen. 1812 durch Requirierung der Mehlvorräte durch napoleonische Truppen verarmte die Eigentümer der Mühle. 1891 übernahm der Pächter des oberhalb des Schleifbachtals liegenden Baumgartshofes, Johann Macarius Fries, die Schleifmühle.
1911 wurden die Gebäude der Mühle vom Müllermeister Emil Christ, Schwiegersohn von Johann Macarius Fries, aufgestockt, das Mahlwerk wurde modernisiert.
Seit 1929 steht neben der Mühle eine Kapelle, die für eine erfolgreiche Geburt nach mehreren Schwangerschaftsabgängen errichtet wurde und heute als Baudenkmal mit der Nummer D-6-77-120-12 ausgewiesen ist (siehe: Liste der Baudenkmäler in Bischbrunn#Schleifmühle). Die Erbauer waren Emil Christ und Eugen Fries. Die Kapelle ist im Privatbesitz der Mühlenherren, kann aber auf Anfrage für Gottesdienste und Feierlichkeiten zur Verfügung gestellt werden.
Im Jahre 1941 brannte die Mühle komplett nieder, wurde aber im gleichen Jahr wieder errichtet. 1970 wurde die Gastwirtschaft eröffnet, die seit 1996 auch Pension anbietet. 1974 wurde der Mühlenbetrieb aufgegeben, so dass heute nur noch Landwirtschaft und Tourismus betrieben werden. Am 1. Januar 2009 wurde der Weiler mit der Auflösung der Waldgemarkung Bischbrunner Forst nach Bischbrunn eingemeindet.